# Yoduro de bencilo
El Yoduro de bencilo o Ioduro de bencilo es un compuesto orgánico cuya estructura corresponde a un anillo de benceno sustituido con un yodometilo.

## Síntesis

### Reacción de Finkelstein
Puede ser sintetizado mediante la reacción de Finkelstein a partir de cloruro de bencilo, yoduro de sodio y acetona.
La reacción ocurre en una sola fase con un mecanismo SN2.